# Giuseppe Oldani
Giuseppe Oldani  (ur. 15 lipca 1904 w Mediolanie, zm. ?) – włoski bokser.
Oldani brał udział na igrzyskach olimpijskich w 1924 roku, uczestniczył w zawodach kategorii półśredniej. W pierwszej rundzie pokonał Haralda Nielsena. W kolejnej rundzie turnieju przegrał z Douglasem Lewisem, który później zdobył brązowy medal.
Oldani w latach 1927–1933 stoczył 15 walk zawodowych – 6 wygrał, 3 przegrał, a 6 zremisował.